# Diskografie Seana Paula
Toto je seznam vydané diskografie jamajského zpěváka Seana Paula.

## Alba

### Studiová alba
| Název                                                                                   | Detaily o albu                                             | Umístění v hitparádách | Umístění v hitparádách | Umístění v hitparádách | Umístění v hitparádách | Umístění v hitparádách | Umístění v hitparádách | Umístění v hitparádách | Umístění v hitparádách | Umístění v hitparádách | Umístění v hitparádách | Certifikace |
| Název                                                                                   | Detaily o albu                                             | AUS                    | AUT                    | CAN                    | FRA                    | GER                    | NLD                    | SWI                    | UK                     | US                     | US Reggae              | Certifikace |
| --------------------------------------------------------------------------------------- | ---------------------------------------------------------- | ---------------------- | ---------------------- | ---------------------- | ---------------------- | ---------------------- | ---------------------- | ---------------------- | ---------------------- | ---------------------- | ---------------------- | --- |
| Stage One                                                                               | - Vydáno: 28. března 2000 - Vydavatelství: VP, Universal   | —                      | —                      | —                      | —                      | —                      | —                      | —                      | —                      | —                      | 2                      | |
| Dutty Rock                                                                              | - Vydáno: 12. listopadu 2002 - Vydavatelství: VP, Atlantic | 22                     | 5                      | 1                      | 20                     | 10                     | 7                      | 11                     | 2                      | 9                      | 1                      | - ARIA: Gold - BPI: 3× Platinum - BVMI: Platinum - IFPI AUT: Gold - IFPI SWI: Platinum - MC: 3× Platinum - NVPI: Gold - RIAA: 3× Platinum - SNEP: 2× Gold |
| The Trinity                                                                             | - Vydáno: 27. září 2005 - Vydavatelství: VP, Atlantic      | 100                    | 6                      | 4                      | 5                      | 9                      | 13                     | 4                      | 11                     | 5                      | 1                      | - BPI: Platinum - BVMI: Gold - IFPI SWI: Gold - MC: Platinum - RIAA: 2× Platinum - SNEP: 2× Platinum                                                      |
| Imperial Blaze                                                                          | - Vydáno: 18. srpna 2009 - Vydavatelství: VP, Atlantic     | —                      | 17                     | 5                      | 8                      | 17                     | 36                     | 4                      | 38                     | 12                     | 1                      | |
| Tomahawk Technique                                                                      | - Vydáno: 27. ledna 2012 - Vydavatelství: VP, Atlantic     | —                      | 7                      | —                      | 5                      | 6                      | 39                     | 3                      | 30                     | —                      | 2                      | - IFPI SWI: Gold - SNEP: Gold |
| Full Frequency                                                                          | - Vydáno: 18. února 2014 - Vydavatelství: VP, Atlantic     | —                      | 36                     | —                      | 63                     | 22                     | —                      | 7                      | —                      | —                      | 1                      | |
| Live n Livin                                                                            | - Vydáno: 12. března 2021 - Vydavatelství: Dutty Rock      | —                      | —                      | —                      | —                      | —                      | —                      | —                      | —                      | —                      | 9                      | |
| Scorcha                                                                                 | - Vydáno: 27. května 2022 - Vydavatelství: Island          | —                      | —                      | —                      | —                      | —                      | —                      | —                      | —                      | —                      | 6                      | |
| "—" značí, že se nahrávka neumístila v hitparádách nebo v tomto území ani nebyla vydána |                                                            |                        |                        |                        |                        |                        |                        |                        |                        |                        |                        | |

### Koncertní alba
| Název        | Detaily o albu                                      |
| ------------ | --------------------------------------------------- |
| Sessions@AOL | - Vydáno: 14. března 2006 - Vydavatelství: Atlantic |

### Kompilační alba
| Název                                                   | Detaily o albu                                                | Certifikace |
| ------------------------------------------------------- | ------------------------------------------------------------- | ----------- |
| Dutty Classics Collection                               | - Vydáno: 2. června 2017 - Vydavatelství: Rhino Entertainment | - BPI: Gold |
| Penthouse Flashback Series (se Spragga Benz & Johnny P) | - Vydáno: 6. července 2020 - Vydavatelství: Penthouse         |             |

## Mixtapy
| Název               | Detaily o albu                                             |
| ------------------- | ---------------------------------------------------------- |
| The Odyssey Mixtape | - Vydáno: 26. prosince 2009 - Vydavatelství: samovydavatel |

## Extended play
| Název                | Deatily o EP                                           | Umístění v hitparádách | Umístění v hitparádách | Umístění v hitparádách | Certifikace      |
| Název                | Deatily o EP                                           | CAN                    | FRA                    | US Reggae              | Certifikace      |
| -------------------- | ------------------------------------------------------ | ---------------------- | ---------------------- | ---------------------- | ---------------- |
| Mad Love the Prequel | - Vydáno: 29. června 2018 - Vydavatelství: Island, SPJ | 79                     | 135                    | 4                      | - ZPAV: Platinum |

## Singly

### Jako hlavní umělec
| Název                                                                                   | Rok  | Umístění v hitparádách | Umístění v hitparádách | Umístění v hitparádách | Umístění v hitparádách | Umístění v hitparádách | Umístění v hitparádách | Umístění v hitparádách | Umístění v hitparádách | Umístění v hitparádách | Umístění v hitparádách | Certifikace | Album                                           |
| Název                                                                                   | Rok  | AUS                    | AUT                    | BEL (WA)               | CAN                    | FRA                    | GER                    | NLD                    | SWI                    | UK                     | US                     | Certifikace | Album                                           |
| --------------------------------------------------------------------------------------- | ---- | ---------------------- | ---------------------- | ---------------------- | ---------------------- | ---------------------- | ---------------------- | ---------------------- | ---------------------- | ---------------------- | ---------------------- | --- | ----------------------------------------------- |
| "Deport Them"                                                                           | 2000 | —                      | —                      | —                      | —                      | —                      | —                      | —                      | —                      | —                      | —                      | | Stage One                                       |
| "Haffi Get De Gal Ya (Hot Gal Today)" (feat. Mr. Vegas)                                 | 2000 | —                      | —                      | —                      | —                      | —                      | —                      | —                      | —                      | —                      | —                      | | Stage One                                       |
| "Give Me the Light"                                                                     | 2001 | —                      | —                      | —                      | —                      | —                      | —                      | —                      | —                      | —                      | —                      | | Buzz Riddim                                     |
| "Gimme the Light"                                                                       | 2002 | 89                     | —                      | —                      | 11                     | 43                     | 35                     | 16                     | 19                     | 5                      | 7                      | - BPI: Silver - MC: Gold | Dutty Rock                                      |
| "Get Busy"                                                                              | 2003 | 4                      | 4                      | 3                      | —                      | 8                      | 3                      | 1                      | 2                      | 4                      | 1                      | - ARIA: Gold - BEA: Gold - BPI: Platinum - BVMI: Platinum - IFPI AUT: Gold - IFPI SWI: Gold - MC: 2× Platinum - RIAA: Platinum - SNEP: Gold | Dutty Rock                                      |
| "Like Glue"                                                                             | 2003 | 20                     | 17                     | 25                     | 6                      | 31                     | 20                     | 17                     | 6                      | 3                      | 13                     | - BPI: Gold - MC: Gold | Dutty Rock                                      |
| "I'm Still in Love with You" (feat. Sasha)                                              | 2003 | 20                     | 11                     | 34                     | 20                     | 31                     | 19                     | 35                     | 10                     | 6                      | 14                     | - BPI: Gold | Dutty Rock                                      |
| "We Be Burnin'"                                                                         | 2005 | 34                     | 10                     | 7                      | —                      | 78                     | 5                      | 6                      | 6                      | 2                      | 6                      | - BPI: Gold - BVMI: Gold - MC: Gold - RIAA: Platinum                                                                                        | The Trinity                                     |
| "Ever Blazin'"                                                                          | 2005 | —                      | 25                     | 11                     | —                      | 8                      | 20                     | 22                     | 11                     | 12                     | —                      | | The Trinity                                     |
| "Temperature"                                                                           | 2005 | 5                      | 19                     | 2                      | 2                      | 4                      | 14                     | 3                      | 10                     | 11                     | 1                      | - ARIA: Gold - BPI: Platinum - BVMI: Platinum - IFPI SWI: Gold - MC: 3× Platinum - RIAA: 3× Platinum                                        | The Trinity                                     |
| "Never Gonna Be the Same"                                                               | 2006 | —                      | —                      | —                      | —                      | 10                     | —                      | —                      | 37                     | 22                     | —                      | | The Trinity                                     |
| "(When You Gonna) Give It Up to Me" (feat. Keyshia Cole)                                | 2006 | 17                     | 30                     | 14                     | 9                      | 25                     | 26                     | 50                     | 5                      | 31                     | 3                      | - BPI: Silver - MC: Gold - RIAA: Gold | The Trinity a Let's Dance                       |
| "Watch Dem Roll"                                                                        | 2007 | —                      | —                      | —                      | —                      | —                      | —                      | —                      | —                      | —                      | —                      | | Reggae Gold                                     |
| "So Fine"                                                                               | 2009 | —                      | 56                     | —                      | 56                     | 17                     | 39                     | —                      | 38                     | 25                     | 50                     | - MC: Gold | Imperial Blaze                                  |
| "Press It Up"                                                                           | 2009 | —                      | —                      | —                      | 64                     | 40                     | —                      | —                      | —                      | —                      | —                      | | Imperial Blaze                                  |
| "Hold My Hand" (feat. Keri Hilson)                                                      | 2009 | —                      | —                      | —                      | 82                     | 3                      | 60                     | —                      | 37                     | —                      | —                      | | Imperial Blaze                                  |
| "Got 2 Luv U" (feat. Alexis Jordan)                                                     | 2011 | 26                     | 7                      | 7                      | 69                     | 4                      | 3                      | 9                      | 1                      | 11                     | 84                     | - ARIA: Platinum - BPI: Gold - BVMI: Platinum - IFPI AUT: Gold - IFPI SWI: Platinum - MC: Gold                                              | Tomahawk Technique                              |
| "She Doesn't Mind"                                                                      | 2011 | 46                     | 1                      | 4                      | 49                     | 3                      | 2                      | 31                     | 1                      | 2                      | 78                     | - BPI: Platinum - BVMI: 3× Gold - IFPI AUT: Platinum - IFPI SWI: 2× Platinum - MC: Platinum                                                 | Tomahawk Technique                              |
| "Hold On"                                                                               | 2012 | —                      | —                      | —                      | —                      | 35                     | —                      | —                      | —                      | 86                     | —                      | | Tomahawk Technique                              |
| "Touch the Sky" (feat. DJ Ammo)                                                         | 2012 | —                      | 44                     | —                      | —                      | 139                    | 31                     | —                      | —                      | —                      | —                      | | Tomahawk Technique                              |
| "How Deep Is Your Love" (feat. Kelly Rowland)                                           | 2012 | —                      | 68                     | —                      | —                      | —                      | —                      | —                      | 72                     | —                      | —                      | | Tomahawk Technique                              |
| "Other Side of Love"                                                                    | 2013 | 60                     | 11                     | —                      | —                      | 82                     | 3                      | —                      | 4                      | 7                      | —                      | - BPI: Silver | Full Frequency                                  |
| "Entertainment 2.0" (feat. Juicy J, 2 Chainz a Nicki Minaj)                             | 2013 | —                      | —                      | —                      | 94                     | —                      | —                      | —                      | —                      | —                      | —                      | | Full Frequency                                  |
| "Turn It Up"                                                                            | 2013 | —                      | 33                     | —                      | —                      | —                      | 21                     | —                      | 31                     | 35                     | —                      | | Full Frequency                                  |
| "Want Dem All" (feat. Konshens)                                                         | 2013 | —                      | 73                     | —                      | —                      | —                      | 70                     | —                      | —                      | —                      | —                      | | Full Frequency                                  |
| "Hey Baby"                                                                              | 2014 | —                      | 38                     | —                      | —                      | —                      | 47                     | —                      | 36                     | —                      | —                      | | Full Frequency                                  |
| "One Wine" (s Machel Montano feat. Major Lazer)                                         | 2015 | —                      | —                      | —                      | —                      | —                      | —                      | —                      | —                      | —                      | —                      | | Singl bez alb                                   |
| "Paradise" (s Matoma feat. KStewart)                                                    | 2016 | —                      | —                      | —                      | —                      | —                      | —                      | —                      | —                      | —                      | —                      | | Hakuna Matoma                                   |
| "Crick Neck" (feat. Chi Ching Ching)                                                    | 2016 | —                      | —                      | —                      | —                      | —                      | —                      | —                      | —                      | 140                    | —                      | | Singl bez alb                                   |
| "No Lie" (feat. Dua Lipa)                                                               | 2016 | —                      | 13                     | 18                     | —                      | 28                     | 10                     | 14                     | 32                     | 10                     | —                      | - BPI: 2× Platinum - BVMI: 3× Gold - IFPI AUT: Gold - MC: Platinum - NVPI: Platinum - SNEP: Diamond                                         | Mad Love the Prequel                            |
| "Tek Weh Yuh Heart" (feat. Tory Lanez)                                                  | 2016 | —                      | —                      | —                      | —                      | —                      | —                      | —                      | —                      | —                      | —                      | | Mad Love the Prequel                            |
| "Body" (feat. Migos)                                                                    | 2017 | —                      | —                      | —                      | 98                     | —                      | —                      | —                      | —                      | 76                     | —                      | - MC: Gold | Mad Love the Prequel                            |
| "She Call Me"                                                                           | 2017 | —                      | —                      | —                      | —                      | —                      | —                      | —                      | —                      | —                      | —                      | | Singl bez alb                                   |
| "Mad Love" (s David Guetta feat. Becky G)                                               | 2018 | —                      | 33                     | 30                     | 71                     | 39                     | 10                     | 23                     | 36                     | 22                     | —                      | - BPI: Gold - BVMI: Gold - MC: Platinum - SNEP: Platinum                                                                                    | Mad Love the Prequel                            |
| "Tip Pon It" (s Major Lazer)                                                            | 2018 | —                      | —                      | —                      | —                      | —                      | —                      | —                      | —                      | —                      | —                      | | Mad Love the Prequel                            |
| "Feels Like Home" (se Sigala a Fuse ODG feat. Kent Jones)                               | 2018 | —                      | —                      | —                      | —                      | —                      | —                      | —                      | —                      | 71                     | —                      | | Brighter Days                                   |
| "Naked Truth" (feat. Jhené Aiko)                                                        | 2018 | —                      | —                      | —                      | —                      | —                      | —                      | —                      | —                      | —                      | —                      | | Mad Love the Prequel                            |
| "Hey DJ" (s CNCO a Meghan Trainor)                                                      | 2018 | —                      | —                      | 22                     | —                      | 53                     | —                      | —                      | 95                     | —                      | —                      | - SNEP: Gold | Singly bez alb                                  |
| "Shot & Wine" (feat. Stefflon Don)                                                      | 2019 | —                      | —                      | —                      | —                      | —                      | —                      | —                      | —                      | —                      | —                      | | Singly bez alb                                  |
| "Boasty" (s Wiley a Stefflon Don feat. Idris Elba)                                      | 2019 | —                      | —                      | —                      | —                      | —                      | —                      | —                      | —                      | 11                     | —                      | - BPI: Platinum | Singly bez alb                                  |
| "Contra La Pared" (s J Balvin)                                                          | 2019 | —                      | —                      | —                      | —                      | 187                    | —                      | 99                     | 57                     | —                      | —                      | - RIAA: 3× Platinum (Latin) | Singly bez alb                                  |
| "Genna Level"                                                                           | 2019 | —                      | —                      | —                      | —                      | —                      | —                      | —                      | —                      | —                      | —                      | | Callaloo Riddim                                 |
| "Fuego" (s DJ Snake a Anitta feat. Tainy)                                               | 2019 | —                      | —                      | —                      | —                      | —                      | —                      | —                      | —                      | —                      | —                      | | Carte Blanche                                   |
| "When It Comes to You"                                                                  | 2019 | —                      | —                      | —                      | —                      | —                      | —                      | —                      | —                      | —                      | —                      | | Singl bez alb                                   |
| "Buss a Bubble"                                                                         | 2019 | —                      | —                      | —                      | —                      | —                      | —                      | —                      | —                      | —                      | —                      | | Fire Stick Riddim                               |
| "Love Mi Ladies" (s Oryane)                                                             | 2020 | —                      | —                      | —                      | —                      | —                      | —                      | —                      | —                      | —                      | —                      | | Singl bez alb                                   |
| "Lento" (s Tainy a Mozart La Para feat. Cazzu)                                          | 2020 | —                      | —                      | —                      | —                      | —                      | —                      | —                      | —                      | —                      | —                      | | Neon16 Tape: The Kids That Grew Up on Reggaeton |
| "Calling on Me" (s Tove Lo)                                                             | 2020 | —                      | —                      | —                      | —                      | 126                    | —                      | —                      | —                      | —                      | —                      | | Scorcha                                         |
| "Back It Up Deh"                                                                        | 2020 | —                      | —                      | —                      | —                      | —                      | —                      | —                      | —                      | —                      | —                      | | Singly bez alb                                  |
| "Bad Inna Bed"                                                                          | 2020 | —                      | —                      | —                      | —                      | —                      | —                      | —                      | —                      | —                      | —                      | | Singly bez alb                                  |
| "Make the Ting Tense"                                                                   | 2020 | —                      | —                      | —                      | —                      | —                      | —                      | —                      | —                      | —                      | —                      | | Swiss Cheese Riddim                             |
| "Scorcha"                                                                               | 2020 | —                      | —                      | —                      | —                      | —                      | —                      | —                      | —                      | —                      | —                      | | Scorcha                                         |
| "Chronicles"                                                                            | 2020 | —                      | —                      | —                      | —                      | —                      | —                      | —                      | —                      | —                      | —                      | | Singl bez alb                                   |
| "Lion Heart"                                                                            | 2020 | —                      | —                      | —                      | —                      | —                      | —                      | —                      | —                      | —                      | —                      | | Live n Livin                                    |
| "Guns of Navarone" (s Jesse Royal, Stonebwoy & Mutabaruka)                              | 2020 | —                      | —                      | —                      | —                      | —                      | —                      | —                      | —                      | —                      | —                      | | Live n Livin                                    |
| "Real Steel" (feat. Intence)                                                            | 2021 | —                      | —                      | —                      | —                      | —                      | —                      | —                      | —                      | —                      | —                      | | Live n Livin                                    |
| "Boom" (s Busy Signal)                                                                  | 2021 | —                      | —                      | —                      | —                      | —                      | —                      | —                      | —                      | —                      | —                      | | Live n Livin                                    |
| "Dancing on Dangerous" (s Imanbek feat. Sofía Reyes)                                    | 2021 | —                      | —                      | —                      | —                      | 61                     | —                      | 44                     | 90                     | —                      | —                      | - SNEP: Gold | Singly bez alb                                  |
| "Top Celebrity" (s One Time Music)                                                      | 2021 | —                      | —                      | —                      | —                      | —                      | —                      | —                      | —                      | —                      | —                      | | Singly bez alb                                  |
| "Pues" (s R3hab a Luis Fonsi)                                                           | 2021 | —                      | —                      | —                      | —                      | —                      | —                      | —                      | —                      | —                      | —                      | | Singly bez alb                                  |
| "Only Fanz" (feat. Ty Dolla Sign)                                                       | 2021 | —                      | —                      | —                      | —                      | —                      | —                      | —                      | —                      | —                      | —                      | | Scorcha                                         |
| "Dynamite" (feat. Sia)                                                                  | 2021 | —                      | —                      | 25                     | —                      | 108                    | —                      | —                      | 92                     | —                      | —                      | - SNEP: Gold | Scorcha                                         |
| "Up" (s Inna)                                                                           | 2021 | —                      | —                      | —                      | —                      | 125                    | —                      | —                      | —                      | —                      | —                      | | Singl bez alb                                   |
| "How We Do It" (featuring Pia Mia)                                                      | 2022 | —                      | —                      | —                      | —                      | —                      | —                      | —                      | —                      | —                      | —                      | | Scorcha                                         |
| "No Fear" (feat. Damian Marley a Nicky Jam)                                             | 2022 | —                      | —                      | —                      | —                      | —                      | —                      | —                      | —                      | —                      | —                      | | Scorcha                                         |
| "Light My Fire" (feat. Gwen Stefani a Shenseea)                                         | 2022 | —                      | —                      | —                      | —                      | —                      | —                      | —                      | —                      | —                      | —                      | | Scorcha                                         |
| "Tic Tac" (s Ludmilla a Topo La Maskara)                                                | 2022 | —                      | —                      | —                      | —                      | —                      | —                      | —                      | —                      | —                      | —                      | | Singly bez alb                                  |
| "Day 2 Day"                                                                             | 2022 | —                      | —                      | —                      | —                      | —                      | —                      | —                      | —                      | —                      | —                      | | Singly bez alb                                  |
| "No Me Controles" (s Rvssian a Danny Ocean)                                             | 2023 | —                      | —                      | —                      | —                      | —                      | —                      | —                      | —                      | —                      | —                      | | Singly bez alb                                  |
| "Niña Bonita" (s Feid)                                                                  | 2023 | —                      | —                      | —                      | —                      | —                      | —                      | —                      | —                      | —                      | —                      | - RIAA: 4× Platinum (Latin) | Mor, No Le Temas A La Oscuridad                 |
| "Rebel Time" (s Beres Hammond)                                                          | 2023 | —                      | —                      | —                      | —                      | —                      | —                      | —                      | —                      | —                      | —                      | | Singly bez alb                                  |
| "Summa Hot"                                                                             | 2023 | —                      | —                      | —                      | —                      | —                      | —                      | —                      | —                      | —                      | —                      | | Singly bez alb                                  |
| "El Vibe" (s Farina)                                                                    | 2023 | —                      | —                      | —                      | —                      | —                      | —                      | —                      | —                      | —                      | —                      | | Singly bez alb                                  |
| "Dem Time Deh" (s Manuel Turizo)                                                        | 2023 | —                      | —                      | —                      | —                      | —                      | —                      | —                      | —                      | —                      | —                      | | Singly bez alb                                  |
| "Greatest"                                                                              | 2024 | —                      | —                      | —                      | —                      | —                      | —                      | —                      | —                      | —                      | —                      | | Singly bez alb                                  |
| "Light 'Em Up" (s Will Smith)                                                           | 2024 | —                      | —                      | —                      | —                      | —                      | —                      | —                      | —                      | —                      | —                      | | Mizerové: Na život a na smrt                    |
| "Bring It"                                                                              | 2024 | —                      | —                      | —                      | —                      | —                      | —                      | —                      | —                      | —                      | —                      | | Singly bez alb                                  |
| "Born to Love Ya" (s Gabry Ponte a Natti Natasha)                                       | 2024 | —                      | —                      | —                      | —                      | —                      | —                      | 76                     | —                      | —                      | —                      | | Singly bez alb                                  |
| "—" značí, že se nahrávka neumístila v hitparádách nebo v tomto území ani nebyla vydána |      |                        |                        |                        |                        |                        |                        |                        |                        |                        |                        | |                                                 |

### Jako vedlejší umělec
| Název                                                                                        | Rok  | Umístění v hitparádách | Umístění v hitparádách | Umístění v hitparádách | Umístění v hitparádách | Umístění v hitparádách | Umístění v hitparádách | Umístění v hitparádách | Umístění v hitparádách | Umístění v hitparádách | Umístění v hitparádách | Certifikace | Album                                |
| Název                                                                                        | Rok  | AUS                    | AUT                    | BEL (WA)               | CAN                    | FRA                    | GER                    | NLD                    | SWI                    | UK                     | US                     | Certifikace | Album                                |
| -------------------------------------------------------------------------------------------- | ---- | ---------------------- | ---------------------- | ---------------------- | ---------------------- | ---------------------- | ---------------------- | ---------------------- | ---------------------- | ---------------------- | ---------------------- | --- | ------------------------------------ |
| "Money Jane" (Baby Blue Soundcrew feat. Kardinal Offishall, Jully Black a Sean Paul)         | 2000 | —                      | —                      | —                      | 24                     | —                      | —                      | —                      | —                      | —                      | —                      | | Private Party Collectors Edition     |
| "Bossman" (Beenie Man feat. Sean Paul a Lady Saw)                                            | 2003 | —                      | —                      | —                      | —                      | —                      | —                      | —                      | —                      | 78                     | —                      | | Tropical Storm                       |
| "Make It Clap" (Busta Rhymes featuring Sean Paul and Spliff Star)                            | 2003 | 61                     | —                      | —                      | 21                     | —                      | 50                     | 15                     | —                      | 16                     | 47                     | | It Ain't Safe No More                |
| "Baby Boy" (Beyoncé feat. Sean Paul)                                                         | 2003 | 3                      | 18                     | 7                      | 2                      | 8                      | 4                      | 11                     | 5                      | 2                      | 1                      | - ARIA: 3× Platinum - BPI: Platinum - BVMI: Gold - MC: Platinum - RIAA: Gold | Dangerously in Love                  |
| "Breathe" (Blu Cantrell feat. Sean Paul)                                                     | 2003 | 8                      | 11                     | 15                     | —                      | 13                     | 7                      | 4                      | 5                      | 1                      | 70                     | - ARIA: Gold - BPI: 2× Platinum - BVMI: Gold | Bittersweet                          |
| "Cry Baby Cry" (Santana feat. Sean Paul a Joss Stone)                                        | 2005 | —                      | —                      | —                      | 15                     | 142                    | 47                     | 63                     | 29                     | 71                     | —                      | | All That I Am                        |
| "Slow Wind" (Remix) (R. Kelly feat. Sean Paul a Akon)                                        | 2005 | —                      | —                      | —                      | —                      | —                      | —                      | —                      | —                      | —                      | —                      | | Remix City, Volume 1                 |
| "Break It Off" (Rihanna feat. Sean Paul)                                                     | 2006 | —                      | —                      | —                      | 36                     | —                      | —                      | —                      | —                      | —                      | 9                      | - RIAA: Gold | A Girl like Me                       |
| "Push It Baby" (Pretty Ricky feat. Sean Paul)                                                | 2007 | —                      | —                      | —                      | —                      | —                      | 67                     | —                      | —                      | 120                    | —                      | | Late Night Special                   |
| "Give It to You" (Eve feat. Sean Paul)                                                       | 2007 | —                      | —                      | —                      | —                      | —                      | 49                     | —                      | —                      | —                      | —                      | | Singl bez alb                        |
| "Come Over" (Estelle feat. Sean Paul)                                                        | 2008 | —                      | 55                     | —                      | —                      | —                      | 62                     | —                      | —                      | —                      | —                      | | Shine                                |
| "Lolli Pop" (Farrah Franklin feat. Sean Paul)                                                | 2008 | —                      | —                      | —                      | —                      | —                      | —                      | —                      | —                      | —                      | —                      | | Miss Farrah                          |
| "Feel It" (DJ Felli Fel feat. Flo Rida, T-Pain, Sean Paul a Pitbull)                         | 2009 | —                      | —                      | —                      | —                      | —                      | —                      | —                      | —                      | —                      | —                      | | Singl bez alb                        |
| "Do You Remember" (Jay Sean feat. Sean Paul a Lil Jon)                                       | 2009 | 7                      | —                      | —                      | 11                     | 13                     | —                      | —                      | —                      | 13                     | 10                     | - ARIA: Platinum - BPI: Gold - RIAA: 2× Platinum | All or Nothing                       |
| "Waya Waya" (Tal feat. Sean Paul)                                                            | 2011 | —                      | —                      | —                      | —                      | 72                     | —                      | —                      | —                      | —                      | —                      | | Le droit de rêver                    |
| "Summer Paradise" (Simple Plan feat. Sean Paul)                                              | 2012 | 4                      | 7                      | 16                     | 9                      | 21                     | 9                      | 22                     | 11                     | 12                     | —                      | - ARIA: 2× Platinum - BPI: Silver - BVMI: Gold - IFPI AUT: Gold - IFPI SWI: Platinum - MC: 2× Platinum                                                                                               | Get Your Heart On!                   |
| "Wine It Up" (Lucenzo feat. Sean Paul)                                                       | 2012 | —                      | 34                     | —                      | —                      | 33                     | 48                     | 56                     | 16                     | —                      | —                      | | Singl bez alb                        |
| "She Makes Me Go" (Arash feat. Sean Paul)                                                    | 2012 | —                      | 8                      | 24                     | —                      | 16                     | 5                      | —                      | 13                     | —                      | —                      | - BVMI: Gold - IFPI SWI: Gold | Superman                             |
| "What About Us" (The Saturdays feat. Sean Paul)                                              | 2012 | —                      | 57                     | —                      | 79                     | —                      | 44                     | —                      | —                      | 1                      | —                      | - BPI: Platinum | Living for the Weekend               |
| "Come On to Me" (Major Lazer feat. Sean Paul)                                                | 2014 | —                      | —                      | 36                     | —                      | 21                     | —                      | 60                     | —                      | —                      | —                      | | Apocalypse Soon                      |
| "Bailando" (Enrique Iglesias feat. Sean Paul, Descemer Bueno a Gente de Zona)                | 2014 | 52                     | 42                     | 8                      | 13                     | 23                     | 31                     | 3                      | 4                      | 75                     | 12                     | - BPI: Silver - BVMI: Gold - IFPI SWI: Gold - MC: 2× Platinum - RIAA: 4× Platinum | Sex and Love                         |
| "Dangerous Love" (Fuse ODG feat. Sean Paul)                                                  | 2014 | —                      | —                      | —                      | —                      | —                      | —                      | —                      | —                      | 3                      | —                      | - BPI: Platinum | T.I.N.A.                             |
| "Ebony Eyes" (Rico Bernasconi s Tuklan feat. A-Class & Sean Paul)                            | 2015 | —                      | —                      | —                      | —                      | —                      | 28                     | —                      | —                      | —                      | —                      | | Singl bez alb                        |
| "Make My Love Go" (Jay Sean feat. Sean Paul)                                                 | 2016 | —                      | 52                     | —                      | —                      | —                      | 22                     | 22                     | 48                     | 49                     | —                      | - BPI: Silver - NVPI: Platinum | bude oznámeno                        |
| "Cheap Thrills" (Sia feat. Sean Paul)                                                        | 2016 | 6                      | 1                      | 1                      | 1                      | 1                      | 1                      | 3                      | 2                      | 2                      | 1                      | - ARIA: 4× Platinum - BEA: 3× Platinum - BPI: 5× Platinum - BVMI: Diamond - IFPI AUT: Platinum - MC: Diamond - RIAA: 8× Platinum                                                                     | This Is Acting                       |
| "Lay You Down Easy" (Magic! feat. Sean Paul)                                                 | 2016 | 91                     | —                      | —                      | 36                     | —                      | —                      | —                      | —                      | —                      | —                      | - MC: Gold | Primary Colours                      |
| "Ride It" (Borgeous, Rvssian a M.R.I. feat. Sean Paul)                                       | 2016 | —                      | —                      | —                      | —                      | —                      | —                      | —                      | —                      | —                      | —                      | | 13                                   |
| "Hair" (Little Mix feat. Sean Paul)                                                          | 2016 | 10                     | —                      | —                      | —                      | 137                    | —                      | —                      | —                      | 11                     | —                      | - ARIA: 2× Platinum - BPI: Platinum | Get Weird                            |
| "Trumpets" (Sak Noel a Salvi feat. Sean Paul)                                                | 2016 | —                      | —                      | 43                     | —                      | 89                     | —                      | 22                     | —                      | —                      | —                      | - NVPI: Platinum | Singl bez alb                        |
| "Rockabye" (Clean Bandit feat. Sean Paul a Anne-Marie)                                       | 2016 | 1                      | 1                      | 1                      | 4                      | 4                      | 1                      | 1                      | 1                      | 1                      | 9                      | - ARIA: 5× Platinum - BEA: 2× Platinum - BPI: 4× Platinum - BVMI: 2× Platinum - IFPI AUT: Platinum - IFPI SWI: 2× Platinum - MC: 9× Platinum - NVPI: 5× Platinum - RIAA: 3× Platinum - SNEP: Diamond | What Is Love?                        |
| "Ovaload" (Gentleman feat. Sean Paul)                                                        | 2017 | —                      | —                      | —                      | —                      | —                      | 78                     | —                      | —                      | —                      | —                      | | The Selection                        |
| "Súbeme La Radio" (Remix) (Enrique Iglesias feat. Sean Paul a Matt Terry)                    | 2017 | —                      | —                      | —                      | —                      | —                      | —                      | 51                     | —                      | 10                     | —                      | - BPI: Platinum | Trouble                              |
| "Gold" (Valentino Khan feat. Sean Paul)                                                      | 2017 | —                      | —                      | —                      | —                      | —                      | —                      | —                      | —                      | —                      | —                      | | Major Lazer Presents: Give Me Future |
| "Weed Problems" (Chi Ching Ching feat. Sean Paul)                                            | 2018 | —                      | —                      | —                      | —                      | —                      | —                      | —                      | —                      | —                      | —                      | | Turning Tables                       |
| "Life We Living" (Squash feat. Sean Paul)                                                    | 2019 | —                      | —                      | —                      | —                      | —                      | —                      | —                      | —                      | —                      | —                      | | bude oznámeno                        |
| "Born Gyallis" (Chimney Records feat. Sean Paul)                                             | 2019 | —                      | —                      | —                      | —                      | —                      | —                      | —                      | —                      | —                      | —                      | | Aircraft Riddim                      |
| "Times Like These" (jako Live Lounge Allstars)                                               | 2020 | —                      | —                      | —                      | —                      | —                      | —                      | —                      | —                      | 1                      | —                      | | Šablona:Non-album single             |
| "Dem Nuh Ready Yet" (Leftside feat. Sean Paul)                                               | 2020 | —                      | —                      | —                      | —                      | —                      | —                      | —                      | —                      | —                      | —                      | | Live n Livin                         |
| "Mambo" (Steve Aoki a Willy William feat. El Alfa, Sean Paul, Sfera Ebbasta a Play-N-Skillz) | 2021 | —                      | —                      | —                      | —                      | —                      | —                      | —                      | —                      | —                      | —                      | | Singl bez alb                        |
| "Boca" (Gaia feat. Sean Paul)                                                                | 2021 | —                      | —                      | —                      | —                      | —                      | —                      | —                      | —                      | —                      | —                      | | Alma                                 |
| "Go Down Deh" (Spice feat. Sean Paul a Shaggy)                                               | 2021 | —                      | —                      | —                      | —                      | —                      | —                      | —                      | —                      | —                      | —                      | - MC: Platinum | 10                                   |
| "Terminator" (King Promise feat. Sean Paul a Tiwa Savage)                                    | 2023 | —                      | —                      | —                      | —                      | —                      | —                      | —                      | —                      | —                      | —                      | |                                      |
| "—" značí, že se nahrávka neumístila v hitparádách nebo v tomto území ani nebyla vydána      |      |                        |                        |                        |                        |                        |                        |                        |                        |                        |                        | |                                      |

## Další umístěné písně
| "International Affair" (Mark Ronson feat. Sean Paul a Tweet)                            | 2003 | —  | —  | 7  | 21 | Here Comes the Fuzz |
| "Dem Not Ready" (50 Cent feat. Sean Paul)                                               | 2003 | —  | —  | 23 | —  | Singl bez alb       |
| "Intro: Chi Chi Ching"                                                                  | 2009 | —  | 10 | —  | —  | Imperial Blaze      |
| "Kármika" (s Karol G a Bad Gyal)                                                        | 2023 | 19 | 17 | —  | —  | Mañana Será Bonito  |
| "—" značí, že se nahrávka neumístila v hitparádách nebo v tomto území ani nebyla vydána |      |    |    |    |    |                     |

## Spoluumělec
| Titul                                              | Rok  | Další umělci | Album                                                 |
| -------------------------------------------------- | ---- | --- | ----------------------------------------------------- |
| "Top Shotter"                                      | 1998 | DMX, Mr. Vegas | Belly                                                 |
| "Ladies' Man"                                      | 2001 | Spanner Banner | Real Love                                             |
| "Lovey Dovey Stuff"                                | 2001 | Geri Halliwell |                                                       |
| "Money Jane" (Remix)                               | 2001 | Kardinal Offishall, Jully Black | Quest for Fire: Firestarter, Vol. 1                   |
| "Hey Sexy Lady" (Original Sting International Mix) | 2002 | Shaggy, Brian and Tony Gold | Lucky Day                                             |
| "What They Gonna Do"                               | 2002 | Jay-Z | The Blueprint 2: The Gift & The Curse                 |
| "Hey Sexy Lady" (Remix)                            | 2003 | Shaggy, Brian and Tony Gold, Will Smith | Riddim Driven: Sexy Lady Explosion & Reggae Gold 2003 |
| "Shoot Em Up"                                      | 2003 | G-Unit | Automatic Gunfire                                     |
| "Cruise Control"                                   | 2003 | Kylie Minogue | Body Language Special Edition                         |
| "Things Come & Go"                                 | 2003 | Mýa | Moodring                                              |
| "International Affair"                             | 2003 | Mark Ronson, Tweet | Here Comes the Fuzz                                   |
| "Three Little Birds"                               | 2004 | Ziggy Marley | Příběh žraloka                                        |
| "It's Alright"                                     | 2004 | Fabolous | Real Talk                                             |
| "I Wanna Love You" (Remix)                         | 2006 | Akon |                                                       |
| "Always on My Mind"                                | 2007 | Da'Ville | On My Mind                                            |
| "Back It Up"                                       | 2008 | Mr. Evil |                                                       |
| "Hit 'Em"                                          | 2008 | Fahrenheit, Jigzagula |                                                       |
| "Dangerous" (Remix)                                | 2008 | Kardinal Offishall, Akon | Not 4 Sale                                            |
| "She's Fine"                                       | 2008 | DJ Khaled, Missy Elliott, Busta Rhymes | We Global                                             |
| "Dangerous" (Second Remix)                         | 2008 | Akon, Kardinal Offishall, Twista | The Freedom Mixtape                                   |
| "Paradise" (Remix)                                 | 2008 | Mýa | Sugar & Spice                                         |
| "Save a Life"                                      | 2009 | Shaggy, Gramps Morgan, Christopher Martin, Etana, Da'Ville, Marcia Griffiths, Luciano, Tessanne Chin, Freddie McGregor, Elephant Man, D-Lynx, D-Major |                                                       |
| "Brown Skin Girl"                                  | 2010 | Chris Brown, Rock City | Graffiti                                              |
| "Follow Me"                                        | 2010 | Sean Kingston |                                                       |
| "Rise Again"                                       | 2010 | Shaggy, Sean Kingston, Alison Hinds, Shontelle, Edwin Yearwood, Destra Garcia, David Rudder, KesDieffenthaller, Tessanne Chin, Etana, BélO            |                                                       |
| "Your Love" (Remix)                                | 2010 | Nicki Minaj |                                                       |
| "Giving Her the Grind"                             | 2010 | Nelly | 5.0                                                   |
| "Rear View Mirror"                                 | 2011 | Mýa | K.I.S.S.                                              |
| "Shake Señora" (Remix)                             | 2011 | Pitbull, T-Pain, Ludacris | Planet Pit                                            |
| "4 AM" (Remix)                                     | 2012 | Melanie Fiona |                                                       |
| "Minha Lady Lady"                                  | 2012 | Lucenzo | Emigrante del Mundo                                   |
| "My Only"                                          | 2012 | Jay Sean, Pharrell | Neon                                                  |
| "Tik Tok"                                          | 2012 | Bob Sinclar | Disco Crash                                           |
| "Baby Danger"                                      | 2014 | Wisin | El Regreso del Sobreviviente                          |
| "Passion Wine"                                     | 2014 | Farruko | Farruko Presenta: Los Menores                         |
| "Loaded"                                           | 2014 | Koda Kumi | Bon Voyage                                            |
| "Party Tun Up" (Remix)                             | 2014 | Mr Vegas, Fatman Scoop | Bruk It Down 2.0                                      |
| "Ah Leke"                                          | 2014 | Pitbull | Globalization                                         |
| "Luv" (Remix)                                      | 2016 | Tory Lanez |                                                       |
| "Let Me Love You" (Remix)                          | 2016 | DJ Snake, Justin Bieber | Encore                                                |
| "Rich & Famous"                                    | 2019 | Koda Kumi | Re(cord)                                              |
| "Love Mi Ladies"                                   | 2020 | Oryane |                                                       |
| "Really Love (R3HAB Remix)"                        | 2020 | KSI, Craig David, Digital Farm Animals, R3hab |                                                       |
| "No Sales de Mi Cabeza"                            | 2022 | Wisin & Yandel | La Ultima Mision                                      |
| "Gyal Generals"                                    | 2023 | Charly Black | No Excuses                                            |
| "Kármika"                                          | 2023 | Karol G, Bad Gyal | Mañana Será Bonito                                    |
| "Light Em Up"                                      | 2024 | Will Smith | Mizerové: Na život a na smrt                          |
| "Call My Name (Remix)"                             | 2024 | J'calm |                                                       |

## Videoklipy

### Jako hlavní umělec
| Název                                                        | Rok  | Režisér                              |
| ------------------------------------------------------------ | ---- | ------------------------------------ |
| "Nice Time" (s Carrot Jarrett)                               | 1994 | David Borely                         |
| "Ladies' Man" (se Spanner Banner)                            | 1997 | Bill Schacht                         |
| "(Haffi Get De Gal Ya) Hot Gal Today"                        | 1998 | Kevin Lee                            |
| "Deport Them"                                                | 1999 | Jessy Terrero                        |
| "Gimme the Light"                                            | 2002 | Little X                             |
| "Get Busy"                                                   | 2003 | Little X                             |
| "Like Glue"                                                  | 2003 | Benny Boom                           |
| "I'm Still in Love with You" (feat. Sasha)                   | 2004 | Little X                             |
| "We Be Burnin'"                                              | 2005 | Jessy Terrero                        |
| "Ever Blazin'"                                               | 2005 | Anthony Mandler                      |
| "Temperature"                                                | 2006 | Little X, RT!                        |
| "Never Gonna Be the Same"                                    | 2006 | Jessy Terrero                        |
| "Give It Up to Me" (feat. Keyshia Cole)                      | 2006 | Little X                             |
| "Watch Dem Roll"                                             | 2007 | Jessy Terrero                        |
| "So Fine"                                                    | 2009 | Ray Kay                              |
| "Press It Up"                                                | 2009 | Jessy Terrero                        |
| "Hold My Hand"                                               | 2009 | Lil X                                |
| "Now That I've Got Your Love"                                | 2009 | Lil X                                |
| "Tik Tok"                                                    | 2009 | Hype Williams                        |
| "Got 2 Luv U"                                                | 2011 | Ben Mor                              |
| "She Doesn't Mind"                                           | 2011 | Evan Winter                          |
| "Touch the Sky" (feat. DJ Ammo)                              | 2011 | Davy Duhamel                         |
| "How Deep Is Your Love" (feat. Kelly Rowland)                | 2012 | Juwan Lee                            |
| "Dream Girl"                                                 | 2012 |                                      |
| "Never Give Up"                                              | 2015 | JA Productions                       |
| "Ride It" (s Borgeous, Rvssian a M.R.I)                      | 2016 |                                      |
| "No Lie" (feat. Dua Lipa)                                    | 2017 | Tim Nackashi                         |
| "Tek Weh Yuh Heart" (feat. Tory Lanez)                       | 2017 | Stash Box Productions & Karena Evans |
| "Body" (feat. Migos)                                         | 2017 | Daps                                 |
| "Ovaload" (s Gentleman)                                      | 2017 | Kingstone Entertainment              |
| "Gold" (with Valentino Khan)                                 | 2017 | Lil Internet                         |
| "Rolling" (se Shenseea)                                      | 2017 | Rogen "Ruption" Walker               |
| "Mad Love" (s David Guetta feat. Becky G)                    | 2018 | Sarah McColgan                       |
| "Tip Pon It" (s Major Lazer)                                 | 2018 | Alexandre Courtès                    |
| "Naked Truth" (feat. Jhené Aiko)                             | 2018 | Michael Garcia                       |
| "Shot & Wine" (feat. Stefflon Don)                           | 2019 | Carly Cussen                         |
| "Contra La Pared" (s J Balvin)                               | 2019 | Andy Hines                           |
| "Buss a Bubble"                                              | 2019 | Jonathan Poirier                     |
| "Calling on Me" (s Tove Lo)                                  | 2020 | Andy Hines                           |
| "Back It Up Deh"                                             | 2020 | Kieran Khan                          |
| "Guns of Navarone" (s Jesse Royal, Stonebwoy and Mutabaruka) | 2021 | Fernando Hevia                       |
| "Scorcha"                                                    | 2021 | Jay Will                             |
| "Boom" (s Busy Signal)                                       | 2021 | Kieran Khan                          |
| "Lion Heart"                                                 | 2021 | Kieran Khan                          |
| "Real Steel" (feat. Intence)                                 | 2021 | Kieran Khan                          |
| "Only Fanz" (feat. Ty Dolla Sign)                            | 2021 | Myles Whittingham                    |
| "Dynamite" (feat. Sia)                                       | 2021 | Storm Saulter                        |
| "How We Do It" (feat. Pia Mia)                               | 2022 | Briana Gonzales                      |

### Jako vedlejší umělec
| Název                                          | Rok  | Režisér                      |
| ---------------------------------------------- | ---- | ---------------------------- |
| "Money Jane" (s Kardinal Offishall)            | 2000 | Kevin De Freitas             |
| "Make It Clap" (s Busta Rhymes)                | 2003 | Erik White & Busta Rhymes    |
| "Baby Boy" (s Beyoncé)                         | 2003 | Jake Nava                    |
| "Bossman" (s Beenie Man)                       | 2003 | Jeremy Rall                  |
| "Breathe" (s Blu Cantrell)                     | 2003 | Hype Williams                |
| "Cry Baby Cry" (s Carlos Santana a Joss Stone) | 2006 | Chris Robinson               |
| "Give It to You" (s Eve)                       | 2007 | Melina                       |
| "Come Over" (s Estelle)                        | 2008 | Lil X                        |
| "Do You Remember"                              | 2009 | Gil Green                    |
| "Summer Paradise" (se Simple Plan)             | 2012 | Simple Plan                  |
| "What About Us" (s The Saturdays)              | 2013 | Sarah Chatfield              |
| "Hair" (s Little Mix)                          | 2016 | Director X                   |
| "Trumpets" (se Sak Noel a Salvi)               | 2016 | Dani Feixas                  |
| "Cheap Thrills" (se Sia)                       | 2016 | Sia, Daniel Askill           |
| "Rockabye" (s Clean Bandit a Anne-Marie)       | 2016 | Jack Patterson, Grace Chatto |